# Casa de Colònies Can Vidal
La Casa de Colònies Can Vidal és casa d'Erill la Vall al municipi de la Vall de Boí (Alta Ribagorça) protegida com a Bé Cultural d'Interès Local.

## Descripció
Antic edifici destinat a corral, que formava part de la Casa Vidal (veure fitxa nº3), transformat en casa de colònies. De planta rectangular, consta de planta baixa, pis i golfes sota una coberta a dues vessants, amb una llucana a la façana en el lateral oest.
Adossats a la façana sud hi ha dos petits cossos auxiliars, un d'ells cobert amb teula i l'altre totalment reedificat amb totxana i coberta de fibrociment.